# Cheongsong-gun

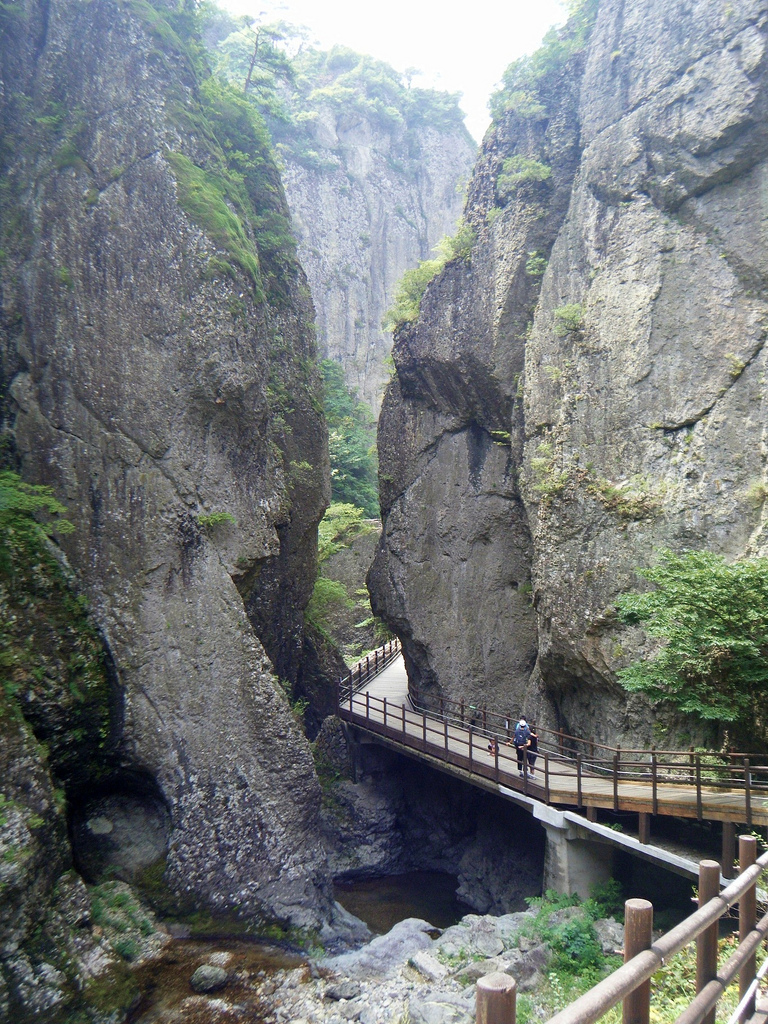
Parque Nacional Juwangsan

Cheongsong-gun (también, Cheonsong) es un condado situado en la provincia de Gyeongsang del Norte (Gyenongsangbuk-do), en Corea del Sur. Tiene una población estimada, en 2022, de 23 173 habitantes.